# Lista planetelor minore: 56001–57000
| Nume                                            | Denumire provizorie                             | Data descoperirii                               | Locul descoperirii                              | Descoperitor(i)                                 |                                                 |                                                 |                                                 |                                                 |                                                 |                                                 |                                                 |                                                 |                                                 |                                                 |                                                 |                                                 |                                                 |                                                 |                                                 |                                                 |                                                 |                                                 |                                                 |                                                 |                                                 |                                                 |                                                 |                                                 |                                                 |                                                 |                                                 |                                                 |                                                 |                                                 |                                                 |                                                 |                                                 |                                                 |                                                 |                                                 |                                                 |                                                 |                                                 |                                                 |                                                 |                                                 |                                                 |                                                 |                                                 |
| 56001–56100 Lista planetelor minore/56001–56100 | 56001–56100 Lista planetelor minore/56001–56100 | 56001–56100 Lista planetelor minore/56001–56100 | 56001–56100 Lista planetelor minore/56001–56100 | 56001–56100 Lista planetelor minore/56001–56100 | 56101–56200 Lista planetelor minore/56101–56200 | 56101–56200 Lista planetelor minore/56101–56200 | 56101–56200 Lista planetelor minore/56101–56200 | 56101–56200 Lista planetelor minore/56101–56200 | 56101–56200 Lista planetelor minore/56101–56200 | 56201–56300 Lista planetelor minore/56201–56300 | 56201–56300 Lista planetelor minore/56201–56300 | 56201–56300 Lista planetelor minore/56201–56300 | 56201–56300 Lista planetelor minore/56201–56300 | 56201–56300 Lista planetelor minore/56201–56300 | 56301–56400 Lista planetelor minore/56301–56400 | 56301–56400 Lista planetelor minore/56301–56400 | 56301–56400 Lista planetelor minore/56301–56400 | 56301–56400 Lista planetelor minore/56301–56400 | 56301–56400 Lista planetelor minore/56301–56400 | 56401–56500 Lista planetelor minore/56401–56500 | 56401–56500 Lista planetelor minore/56401–56500 | 56401–56500 Lista planetelor minore/56401–56500 | 56401–56500 Lista planetelor minore/56401–56500 | 56401–56500 Lista planetelor minore/56401–56500 | 56501–56600 Lista planetelor minore/56501–56600 | 56501–56600 Lista planetelor minore/56501–56600 | 56501–56600 Lista planetelor minore/56501–56600 | 56501–56600 Lista planetelor minore/56501–56600 | 56501–56600 Lista planetelor minore/56501–56600 | 56601–56700 Lista planetelor minore/56601–56700 | 56601–56700 Lista planetelor minore/56601–56700 | 56601–56700 Lista planetelor minore/56601–56700 | 56601–56700 Lista planetelor minore/56601–56700 | 56601–56700 Lista planetelor minore/56601–56700 | 56701–56800 Lista planetelor minore/56701–56800 | 56701–56800 Lista planetelor minore/56701–56800 | 56701–56800 Lista planetelor minore/56701–56800 | 56701–56800 Lista planetelor minore/56701–56800 | 56701–56800 Lista planetelor minore/56701–56800 | 56801–56900 Lista planetelor minore/56801–56900 | 56801–56900 Lista planetelor minore/56801–56900 | 56801–56900 Lista planetelor minore/56801–56900 | 56801–56900 Lista planetelor minore/56801–56900 | 56801–56900 Lista planetelor minore/56801–56900 | 56901–57000 Lista planetelor minore/56901–57000 | 56901–57000 Lista planetelor minore/56901–57000 | 56901–57000 Lista planetelor minore/56901–57000 | 56901–57000 Lista planetelor minore/56901–57000 | 56901–57000 Lista planetelor minore/56901–57000 |
| ----------------------------------------------- | ----------------------------------------------- | ----------------------------------------------- | ----------------------------------------------- | ----------------------------------------------- | ----------------------------------------------- | ----------------------------------------------- | ----------------------------------------------- | ----------------------------------------------- | ----------------------------------------------- | ----------------------------------------------- | ----------------------------------------------- | ----------------------------------------------- | ----------------------------------------------- | ----------------------------------------------- | ----------------------------------------------- | ----------------------------------------------- | ----------------------------------------------- | ----------------------------------------------- | ----------------------------------------------- | ----------------------------------------------- | ----------------------------------------------- | ----------------------------------------------- | ----------------------------------------------- | ----------------------------------------------- | ----------------------------------------------- | ----------------------------------------------- | ----------------------------------------------- | ----------------------------------------------- | ----------------------------------------------- | ----------------------------------------------- | ----------------------------------------------- | ----------------------------------------------- | ----------------------------------------------- | ----------------------------------------------- | ----------------------------------------------- | ----------------------------------------------- | ----------------------------------------------- | ----------------------------------------------- | ----------------------------------------------- | ----------------------------------------------- | ----------------------------------------------- | ----------------------------------------------- | ----------------------------------------------- | ----------------------------------------------- | ----------------------------------------------- | ----------------------------------------------- | ----------------------------------------------- | ----------------------------------------------- | ----------------------------------------------- |

| Predecesor: 55001–56000 | Lista planetelor minore 56001–57000 Semnificații ale numelor: 56001–57000 | Succesor: 57001–58000 |